# Drešaj
Drešaj (en serbe cyrillique : Дрешај; en albanais : Dreshaj) est un village de l'est du Monténégro, dans la municipalité de Podgorica.

## Démographie

### Évolution historique de la population
| 1948 | 1953 | 1961 | 1971 | 1981 | 1991 | 2003 |
| ---- | ---- | ---- | ---- | ---- | ---- | ---- |
| 33   | 45   | 63   | 111  | 133  | 137  | 142  |